# Осинки (Тарасихинский сельсовет)
Оси́нки — деревня в городском округе Семёновский Нижегородской области России.

## География
Деревня находится на левом берегу реки Кувычиха, на автодороге регионального значения Р159, на расстоянии 11 км к юго-западу от города Семёнов, административного центра округа, и 50 км к северо-востоку от города Нижний Новгород, административного центра области.

### Часовой пояс
Деревня Осинки, как и вся Нижегородская область, находится в часовой зоне МСК (московское время). Смещение применяемого времени относительно UTC составляет +3:00.

## Население
| 2002 | 2010 |
| ---- | ---- |
| 48   | ↘31  |

## Инфраструктура
Личное подсобное хозяйство.